# 송재사
송재사(松齋祠)는 전라남도 나주시 문평면 동원리 243번지에 있는 사당d이다. 2013년 11월 11일 나주시의 향토문화유산 제30호로 지정되었다.

## 지정 사유
송재사는 송재 羅世纘(1498~1551)의 학던과 충절을 기리기 위하여 崔信 등 호남 유림의 건의로 1702년에 건립되었다. 이어 금호 임형수, 1859년 체암 나대용을 추배하였다. 1868년 훼철된 후 1924년 복설되면서 나덕원, 나무송, 나무춘을 추배하여 현재에 이른다. 송재사는 향촌 사회사적 측면에서 볼 때 나주사회와 금성나씨 문중이 긴밀히 연결되는 공간이며, 건축학적으로도 가치가 있으며 특히 사당 앞 백일홍 나무는 가치를 더하고 있다.